# シュテッフェン・シュライエルマッハー

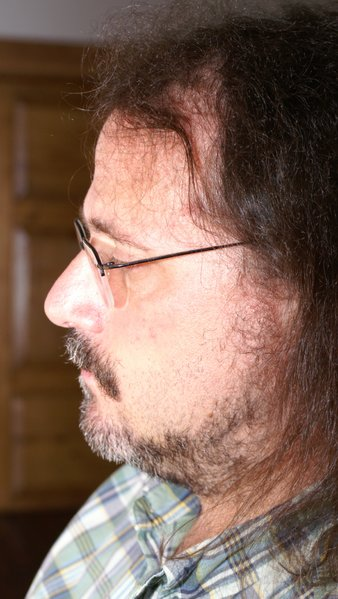
シュテッフェン・シュライエルマッハーの横顔

シュテッフェン・シュライエルマッハー（Steffen Schleiermacher、1960年5月3日 - ）は、ドイツの現代音楽に関わる作曲家、ピアニスト。ハレ (ザーレ)に生まれる。

## 略歴
ハレ出身。当初はジャズ・ピアニストとして訓練を受けた。しかし、フェリックス・メンデルスゾーン・バルトルディ音楽演劇大学ライプツィヒでジョン・ケージの「プリペアド・ピアノのためのソナタとインターリュード」の楽譜を手にしてから、学内でこれを演奏したことにより現代音楽の演奏家の開祖的存在アロイス・コンタルスキーを紹介された。以後、現代音楽専門のピアニストとしての腕を徐々にあげてゆく。その努力が実り、ガウデアムス現代音楽対象演奏コンクール入賞や、ハンス・アイスラー賞などを受賞。また、クラーニヒシュタイン音楽賞をピアノ演奏で受賞している。
元々は作曲をフェリックス・メンデルスゾーン・バルトルディ音楽演劇大学ライプツィヒやベルリン芸術大学で、ジークフリート・ティーレやフリードリヒ・ゴルトマンに師事しており、表現主義的傾向の習作を書いていた（本人談）。しかし、ピアニストとして実力が上がるにつれアメリカ実験音楽を集中的に勉強するようになってから、「耳で聞く構造」を主眼に据えた禁欲的で独特の形式を伴う音楽を書くようになる。
近年ではビョークなどのポピュラー音楽への眼差しや、テルミンなどの黎明期の電子楽器にも興味を示しており、作風の幅が広がっている。

## 業績
シュライエルマッハーの名を不動にしたのは、全十巻からなる『ジョン・ケージ ピアノ作品全集』である。元々ケージの選集を作るプロジェクトを単にレーベルを移し継続させるだけ、という当初の計画中に曲目選定がなかなか上手くいかなかった。そこでレーベルの意向により、「いっそ全部作ればどうか」という申し出を承諾したのがきっかけといわれている。
このプロジェクトが大成功に終わり、近年ではエリック・サティのピアノ作品集（進行中）や、日本、インドネシア、ロシア、チェコなど特定の国の作曲家にスポットを当てたCDも制作している。
またアンサンブル・アヴァンギャルドを創設し、20世紀のあまり日の当らない音楽をまとめてコンサートに発掘する活動も併行している。対象地域は全世界の作曲家に及んでいる。近年は様々な国際作曲コンクールの審査員も務めている。